# Masters d'Indonésie
Ne doit pas être confondu avec Open d'Indonésie (badminton).
Le Masters d'Indonésie (anciennement, Open Grand Prix Gold d'Indonésie) est un tournoi international annuel de badminton organisé en Indonésie depuis 2010 par la Fédération indonésienne de badminton (PBSI). Il fait alors partie des tournois classés Grand Prix Gold par la Fédération mondiale de badminton (BWF). Après l'annulation de l'édition 2017, le tournoi est intégré depuis 2018 au nouveau calendrier du BWF World Tour en catégorie Super 500 et se joue dorénavant à Jakarta.
En 2021, le tournoi est exceptionnellement reclassé en catégorie Super 750 en raison de l'annulation de nombreux autres tournois et est délocalisé à Bali tout comme les 2 autres tournois indonésiens pour faciliter l'organisation en lien avec la pandémie de Covid-19.

## Palmarès
| Année                    | Lieu            | Simple hommes           | Simple dames               | Double hommes                                       | Double dames                      | Double mixte                                             |                 |
| ------------------------ | --------------- | ----------------------- | -------------------------- | --------------------------------------------------- | --------------------------------- | -------------------------------------------------------- | --------------- |
| BWF Grand Prix Gold      |                 |                         |                            |                                                     |                                   |                                                          |                 |
| 2010                     | Samarinda       | Taufik Hidayat          | Ratchanok Intanon          | Mohammad Ahsan Bona Septano                         | Luo Ying Luo Yu                   | Tontowi Ahmad Liliyana Natsir                            |                 |
| 2011                     | Samarinda       | Dionysius Hayom Rumbaka | Chen Xiaojia               | Mohammad Ahsan Bona Septano                         | Vivian Hoo Kah Mun Wook Khe Wei   | He Hanbin Bao Yixin                                      |                 |
| 2012                     | Palembang       | Sony Dwi Kuncoro        | Han Li                     | Kim Ki-jung Kim Sa-rang                             | Misaki Matsutomo Ayaka Takahashi  | Tontowi Ahmad Liliyana Natsir                            |                 |
| 2013                     | Yogyakarta      | Simon Santoso           | Suo Di                     | Angga Pratama Ryan Agung Saputra                    | Luo Ying Luo Yu                   | Praveen Jordan Vita Marissa                              |                 |
| 2014                     | Palembang       | H. S. Prannoy           | Adriyanti Firdasari        | Marcus Fernaldi Gideon Markis Kido                  | Shendy Puspa Irawati Vita Marissa | Riky Widianto Puspita Richi Dili                         |                 |
| 2015                     | Malang          | Tommy Sugiarto          | He Bingjiao                | Berry Angriawan Ryan Agung Saputra                  | Tang Yuanting Yu Yang             | Tontowi Ahmad Liliyana Natsir                            |                 |
| 2016                     | Balikpapan      | Shi Yuqi                | Busanan Ongbumrungpan (en) | Wahyu Nayaka Kevin Sanjaya Sukamuljo (en)           | Chae Yoo-jung Kim So-yeong        | Ronald Alexander Melati Daeva Oktavianti                 |                 |
| 2017                     | Édition annulée | Édition annulée         | Édition annulée            | Édition annulée                                     | Édition annulée                   | Édition annulée                                          | Édition annulée |
| BWF World Tour Super 500 |                 |                         |                            |                                                     |                                   |                                                          |                 |
| 2018                     | Jakarta         | Anthony S. Ginting      | Tai Tzu-ying               | Marcus Fernaldi Gideon Kevin Sanjaya Sukamuljo (en) | Misaki Matsutomo Ayaka Takahashi  | Zheng Siwei Huang Yaqiong                                |                 |
| 2019                     | Jakarta         | Anders Antonsen         | Saina Nehwal               | Marcus Fernaldi Gideon Kevin Sanjaya Sukamuljo (en) | Misaki Matsutomo Ayaka Takahashi  | Zheng Siwei Huang Yaqiong                                |                 |
| 2020                     | Jakarta         | Anthony S. Ginting      | Ratchanok Intanon          | Marcus Fernaldi Gideon Kevin Sanjaya Sukamuljo (en) | Greysia Polii Apriyani Rahayu     | Zheng Siwei Huang Yaqiong                                |                 |
| 2021,                    | Nusa Dua, Bali  | Kento Momota            | An Se-young                | Takuro Hoki (en) Yugo Kobayashi (en)                | Nami Matsuyama Chiharu Shida      | Dechapol Puavaranukroh (en) Sapsiree Taerattanachai (en) |                 |
| 2022                     | Jakarta         | Viktor Axelsen          | Chen Yufei                 | Fajar Alfian Muhammad Rian Ardianto                 | Chen Qingchen Jia Yifan           | Zheng Siwei Huang Yaqiong                                |                 |
| 2023                     | Jakarta         | Jonatan Christie        | An Se-young                | Leo Rolly Carnando (en) Daniel Marthin (en)         | Liu Shengshu Zhang Shuxian        | Feng Yanzhe Huang Dongping                               |                 |
| 2024                     | Jakarta         | Anders Antonsen         | Wang Zhiyi (en)            | Leo Rolly Carnando (en) Daniel Marthin (en)         | Liu Shengshu Tan Ning             | Zheng Siwei Huang Yaqiong                                |                 |
| 2025                     | Jakarta         | Kunlavut Vitidsarn      | Ratchanok Intanon          | Man Wei Chong Tee Kai Wun                           | Kim Hye-jeong (en) Kong Hee-yong  | Hiroki Midorikawa Natsu Saito                            |                 |